# Talalolae
Talalolae ist eine Riffinsel des Nui-Atolls im pazifischen Inselstaat Tuvalu.

## Geographie
Die Insel liegt im Zentrum des Atolls und schließt sich fast unmittelbar an Tokinivae an. Nach Süden schließt sich nach weiteren unbenannten Motu Pakantou an.